# 아크말 이크라모프
아크말 이크라모비치 이크라모프(우즈베크어: Akmal Ikromovich Ikromov; 러시아어: Акмаль Икрамович Икрамов, 1898년 ~ 1938년 3월 15일)는 우즈베크 소비에트 사회주의 공화국 정치에서 활동한 우즈베키스탄의 정치인으로 1929년부터 1937년까지 우즈베키스탄 공산당 중앙위원회 제1서기를 역임했다. 그는 이오시프 스탈린 시절인 1938년 대숙청의 일환으로 체포되어 처형되었다.

## 생애

### 경력
이크라모프는 1898년 당시 러시아 제국의 일부였던 타슈켄트의 우즈벡 가정에서 태어났다. 1918년 그는 공산당에 입당했다. 1921년부터 1922년까지 그는 투르키스탄 공산당 중앙위원회의 비서였다. 1922년 그는 스베르들로프 공산주의 대학교에서 공부한 모스크바로 옮겼다. 모스크바에 있는 동안, 이크라모프는 문맹률을 높이고 더 많은 학교를 건설함으로써 투르키스탄의 문화적 수준을 높이기 위한 당내에서 캠페인을 계속했다. 한편, 이크라모프는 투라르 리스쿨로프와 같은 범튀르크주의 정부를 지지하는 사람들과 파이줄라 호자예프와 이크라모프와 같은 더 작은 민족 또는 지역 단위로 나누는 것에 찬성하는 사람들 사이의 공산주의자들 사이의 권력 투쟁에 연루되었다. 중앙아시아의 국가 구분은 1924년에 시작되었기 때문에 후자의 그룹이 이겼다. 1925년 1월, 그는 새롭게 형성된 우즈베크 소비에트 사회주의 공화국의 타슈켄트 주 위원회의 서기가 되었고, 또한 한동안 공산당의 편집장으로서 활동적이었다. 1929년, 그는 우즈베키스탄 공산당 제1서기가 되었고 따라서 소비에트 우즈베키스탄의 실질적인 정부 수반이 되었다. 그는 1937년까지 재임했던 이 직책의 첫 번째 우즈벡 민족이었다. 1930년에 그의 전임자 이사크 젤렌스키가 그를 퇴위시키려 했지만, 중앙위원회가 이크라모프를 지지했기 때문에, 이 시도는 실패했다. 이크라모프는 이오시프 스탈린이 모스크바에서 설정한 정책에 따라 우즈베키스탄에 집단화된 농업의 강제 도입을 이끌었고, 우즈베키스탄을 소련의 주요 면화 공급원으로 만들겠다는 결정을 이행했다. 1934년, 그는 소수 민족 중 유일한 대표인 소련 공산당 중앙위원회에 선출되었다.

### 반종교 정책
이크라모프는 첫 5개년 계획 동안 반이슬람 행동 설계의 세부 사항을 설계하는 데 가장 큰 책임을 졌다. 때때로 그는 개인적으로 성직자들을 체포하라고 명령했다. 이크라모프가 "금지적인 조치가 아니라 광범위한 정당 조직 및 문화 계몽 작업에서 개발된 조치"라고 말한 것처럼 성직자들에 대항하기 위한 추가적인 조치가 취해졌다.

### 대숙청
1937년 2월, 대숙청이 시작될 무렵, 이크라모프는 강제 집단화에 반대했던 니콜라이 부하린과 알렉세이 리코프의 운명을 결정하는 중앙위원회의 총회에 참여했다. 그는 그들을 "반역자"라고 비난하고, 그들이 "당, 소비에트 권력에 반대하는 봉기"를 주도하고 있다고 비난하고, 그들을 재판에 회부할 것을 요구했다. 6월 우즈베키스탄의 수도 타슈켄트로 돌아온 후, 그의 라이벌인 호자예프는 비난을 받고 해고되었고, 후에 체포되었다. 그러나 스탈린에 대한 이러한 엄격함과 충성심에도 불구하고, 1937년 9월 8일 정치국원 안드레이 안드레예프가 타슈켄트에 내려온 후, 이크라모프는 '인민의 적'을 뿌리뽑는데 충분히 경계했다는 이유로 공개적으로 비난을 받았다. 9월 10일, 그는 우즈베키스탄 중앙위원회의 트로츠키주의 서기를 옹호했다는 이유로 《프라우다》에서 맹렬히 비난받았다. 9월 12일, 그는 당에서 제명되어 조사를 받고 있다고 발표되었다. 10월, 그가 호자예프와 함께 체포되었다는 소식이 전해졌다.
1938년 3월, 이크라모프는 부하린, 리코프, 그리고 그의 오랜 라이벌 젤렌스키, 호자예프와 함께 모스크바 재판의 마지막 피고인이었다. 그는 1923년부터 트로츠키파였으며, 1928년부터 우즈베키스탄의 독립을 모의한 비밀 민족주의 운동의 지도자였으며, 1933년 부하린에 의해 '우파 야당'으로 영입되었다고 고백했다. 그는 또한 면화 생산과 미완성 건설에 대한 야심찬 목표에서 비롯된 낭비가 고의적인 방해 행위였으며, 자신이 영국 스파이였다고 '자백'했다. 이크라모프는 "우리는 우리를 돕기 위해 강력한 유럽 강국에 의존해야 했습니다. 우리는 영국이 매우 강하기 때문에 가장 신뢰할 수 있다고 생각했습니다."라고 말했다. 그는 1938년 3월 13일 사형을 선고받고 3월 13일 총살당했다.

### 재활 치료
흐루쇼프 해빙기 동안, 이크라모프의 아들 카말은 우즈베키스탄의 제1서기에게 아버지의 재활을 요청했다. 비서가 직접 니키타 흐루쇼프에게 사건을 가져다 주었고, 니키타 흐루쇼프는 뱌체슬라프 몰로토프에게 그것을 살펴보라고 요청했다. 1년 후인 1957년 아크말 이크라모프가 복당되었지만, 그를 복당시킨 문서는 기밀로 분류되었다. 그는 스탈린주의 재판에서 복권된 최초의 피고인이었다.